# Duomo Bennett
La duomo Bennett è una penisola dalla forma tonda e lunga circa 30 km, completamente coperta dai ghiacci e situata sull'isola di Alessandro I, in Antartide. La penisola, che arriva a un'altezza di circa 460 m s.l.m., si trova in particolare sulla costa centro-orientale della penisola Beethoven, tra l'insenatura di Weber, a sud-ovest, e l'insenatura di Boccherini, a nord-est, che sono entrambe ricoperte dal ghiaccio.

## Storia
Il duomo Bennett è stato fotografato dal cielo già durante la spedizione antartica di ricerca svolta nel 1947-48 e comandata da Finn Rønne, ed è stato delineato più dettagliatamente nel 1960 da D. Searle, cartografo del British Antarctic Survey (al tempo ancora chiamato "Falkland Islands Dependencies Survey", FIDS), sulla base di fotografie aeree scattate durante tale spedizione. Dopo essere stato mappato ancora più in dettaglio da membri dello United States Geological Survey grazie a fotografie satellitari scattate da uno dei satelliti Landsat tra il 1972 e il 1973, è stato infine così battezzato dal Comitato consultivo dei nomi antartici in onore di Joseph E. Bennett, che fu a capo della sezione informazioni della Divisione Programmi Polari della National Science Foundation dal 1976 al 1986.